# Газпром нефть
«Газпром нефть» — одна з найбільших російських нафтових компаній (за підсумками 2011 року входила до п'ятірки найбільших російських вертикально-інтегрованих нафтових компаній за обсягами видобутку і в трійку за обсягами переробки нафти). Обіг - 1,230 трлн руб. (2012 рік, МСФЗ).
Зареєстрована в Санкт-Петербурзі (до 1 червня 2006 - в Омську). Наприкінці 2011 року штаб-квартира компанії була переведена з Москви до Санкт-Петербурга. В даний час офіс компанії розташований у діловому центрі Quattro Corti. Після завершення будівництва ділового центру в Лахті (Лахта-центр), в ньому планується розмістити, в тому числі, центральний офіс «Газпром нефть».

## Історія
Компанія була утворена під назвою «Сибірська нафтова компанія» («Сибнефть») у 1995 році указом Президента РФ Бориса Єльцина шляхом виділення нафтовидобувних і нафтопереробних активів зі складу компанії «Роснефть» і приватизована частинами в наступні два роки (у тому числі на заставних аукціонах) за ціною ~ 100,3 мільйонів доларів. Спочатку компанія номінально перебувала під контролем Бориса Березовського, а надалі перейшла під контроль Романа Абрамовича. Восени 2011 року Роман Абрамович у лондонському суді під присягою заявив, що фактично заставний аукціон з приватизації «Сибнефть» носив фіктивний характер: змова Березовського і його партнера Бадрі Патаркацишвілі з іншими учасниками торгів дозволила їм уникнути конкуренції та купити компанію за початковою ціною.
Першим президентом компанії з 1995 року по 24 жовтня 1997 був Віктор Андрійович Городілов, колишній генеральний директор ВО «Ноябрьскнефтегаз». У зв'язку з погіршенням стану здоров'я він склав свої повноваження, через півтора місяця був обраний новий президент. Ним став Андрій Блох, який очолював компанію з січня по липень 1998 року. У липні 1998 року компанію очолив Євген Маркович Швідлер.
У 1998 і 2003 році власники «Сибнефть» зробили дві спроби об'єднати компанію з компанією «ЮКОС», але обидва рази з тієї чи іншої причини відмовилися від завершення угод.
У жовтні 2005 року 75,7% акцій компанії було придбано Групою «Газпром» у Millhouse Capital (структура, що належить Роману Абрамовичу) за $ 13,1 млрд. 13 травня 2006 компанія була перейменована на відкрите акціонерне товариство «Газпром нефть». На посаді президента компанії Швідлера змінив член правління «Газпрому» Олександр Миколайович Рязанов. 21 жовтня 2005 він був призначений виконуючим обов'язки президента, а 23 грудня 2005 року в позачергових зборах акціонерів ВАТ «Сибнефть» обраний президентом компанії.
Навесні 2006 року рада директорів компанії ухвалила рішення перереєструвати компанію в Санкт-Петербурзі. 22 листопада 2006 рада директорів ВАТ «Газпром нефть» призупинила повноваження Олександра Рязанова і призначила виконуючим обов'язки президента Олександра Дюкова. 30 грудня 2006 позачергові загальні збори акціонерів затвердили Олександра Дюкова президентом компанії, з січня 2008 року - генеральний директор і голова правління. 29 грудня 2011 рада директорів компанії продовжила контракт А. Дюкова ще на 5 років.

## Власники та керівництво
Основним власником «Газпром нефть» є ВАТ «Газпром», яке контролює 95,68% акцій компанії, інші 4,32% знаходяться у вільному обігу. До квітня 2009 року 20% акцій «Газпром нефть» належали італійській нафтогазовій компанії Eni, пакет був викуплений «Газпромом» за 4,1 мільярдів доларів.
Керівники:
- голова правління, генеральний директор - Олександр Дюков,
- голова ради директорів - Олексій Міллер.

## Діяльність

### Запаси і видобуток
Станом на 31 грудня 2011 року «Газпром нефть» і її дочірні товариства володіли правами на користування надрами на 75 ліцензійних ділянках, розташованих в 11 регіонах Росії. За межами Росії, на території Сербії, дочірнє підприємство «Газпром нефть» - Нафтна индустрија Србије (NIS) має 66 рішень (відповідник ліцензій). За підсумками перевірки запасів, проведеної компанією DeGolyer and MacNaughton, доведені запаси компанії за стандартами PRMS (Petroleum Resources Management System) на кінець 2011 року склали 1 млрд 130 тонн нафтового еквівалента, коефіцієнт заповнення перевищив 286 %.
Діяльність компанії в Росії з видобутку нафти, в основному, здійснюється трьома її дочірніми компаніями: «Газпромнефть-Ноябрьскнефтегаз», «Газпромнефть-Хантос» і «Газпромнефть-Восток». Компанії розробляють родовища в ЯНАО і ХМАО, в Омській, Томській, Тюменській і Іркутській областях. «Газпром нефть» також має 50%-і частки в трьох залежних товариствах: «Славнефть», «Томскнефть» і Салим Петролеум Девелопмент Н.В. У 2010 році «Газпром нефть» у партнерстві з НОВАТЕК придбала 51% ТОВ «Север Энергия», якій належать чотири ліцензійні ділянки в ЯНАО.

### Переробка
«Газпром нефть» постійно займає одне з перших місць в Росії за швидкістю зростання обсягів нафтопереробки. У 2011 році компанія збільшила обсяг переробки на 6,8% до 40,5 млн тонн. У повній або частковій власності «Газпром нефть» знаходяться 5 нафтопереробних заводів - три в Росії (Омський НПЗ, Московський НПЗ, ВАТ «Славнефть-Ярославнефтеоргсинтез» (ЯНОС), і два НПЗ сербської компанії Нафтна индустрија Србије (NIS) в Панчево і Нові-Сад).
Компанія втілює в життя масштабну програму оновлення та осучаснення своїх нафтопереробних заводів. Програма враховує повний перехід на паливо екологічного класу Євро-5 до 2015 року, підвищення до 2020 року глибини переробки і збільшення обсягів переробки в РФ, а також реалізацію програми підвищення ефективності.
Зокрема, на Омському НПЗ в 2012 році завершено будівництво установки гідроочищення бензину. Після введення у 2012 році установки гідроочищення дизельного палива завод повністю має перейти на випуск палива стандартів Євро-4 і Євро-5. Московський НПЗ вже перейшов на випуск палива Євро-4, в 2013 році передбачається перехід на випуск палива стандарту Євро-5. З 1 липня 2012 року вся продукція «Ярославнефтеоргсинтез» повністю відповідає стандарту Євро-5.

### Реалізація
Під торговою маркою «Газпромнефть» (на відміну від назви компанії, бренд мережі АЗС пишеться одним словом) працює значна мережа АЗС в Росії - 1043 станцій. Всього, з урахуванням заправок на території Таджикистану, Казахстану, Киргизстану, України, Білорусі та Сербії (АЗС під брендом NIS) роздрібна мережа компанії досягає 1670 автозаправних станцій.
У 2011 році «Газпром нефть» продовжила втілення проекту ребрендінгу мережі АЗС компанії. Концепція рекламної кампанії нової мережі заправок «Газпромнефть» отримала назву «Надійний орієнтир». Згідно з дослідженнями холдингу «Ромир», бренд «Газпромнефть» входить до ТОП-3 АЗС-брендів Росії. У квітні 2011 року отримав премію «Бренд року/EFFIE».
На початку 2011 року компанія вивела на ринок паливної роздрібної торгівлі власне брендоване паливо G-Drive.
Також в структуру компанії входять збутові підрозділи, що займаються бункерувальним бізнесом (ТОВ «Газпромнефть Марин Бункер»), авіазаправним бізнесом (ЗАТ «Газпромнефть-Аэро»), а також бізнес з виробництва масел та мастильних матеріалів («Газпромнефть-Смазочные материалы»).
«Газпромнефть Марин Бункер» в 2011 році збільшила обсяг збуту суднового палива на 46,7% до 2,2 млн тонн. «Газпромнефть-Авиа» є абсолютним передовиком роздрібного ринку авіапалива в Росії. Заправка суден здійснюється в 30 країнах (49 містах).
«Газпромнефть-Смазочные материалы» займає 14% ринку мастильних матеріалів Росії і постачає продукцію до 35 країн. «Газпромнефть — смазочные материалы» - єдина в Росії вертикально-інтегрована масляна компанія. До її складу входять виробничі активи в Західному Сибіру (Омськ), європейській частині Росії (Ярославль), а також в Італії (Барі). Обсяг виробництва становить 450 тисяч тонн високоякісних масел, мастил і технічних рідин на рік.
У квітні 2010 року компанія почала виробництво автомобільних масел під преміальним брендом G-Energy. Обличчям рекламної кампанії G-Energy в 2011 році був британський актор Джейсон Стетхем.
Масла компанії виробляються під брендами G-Energy і SibiMotor (масла для легкового та комерційного транспорту), промислові масла й змазки під брендом «Газпромнефть», суднові масла під брендом «Texaco», що виробляються за ліцензією компанії «Chevron». Асортимент включає більше 300 найменувань масел і мастил.
У листопаді 2011 року «Газпромнефть-Смазочные материалы» придбала ЗАТ НК «Селект», якому належить завод з виробництва мастильних матеріалів в м. Фрязіно Московської області, потужністю 40 тисяч тонн масел на рік.

### Показники діяльності
У 2011 році обсяг видобутку компанії склав 57,3 млн тонн нафтового еквівалента, збільшившись на 8%.
Виручка «Газпром нефть» за 2011 рік згідно з US GAAP склала $44,17 млрд (за 2010 рік - $32,91 млрд), EBITDA — $10,15 млрд ($7,27 млрд), чистий прибуток - $5,35 млрд ($3,15 млрд).
|                             | 2006 рік | 2007 рік | 2008 рік | 2009 рік | 2010 рік | 2011 рік |
| --------------------------- | -------- | -------- | -------- | -------- | -------- | -------- |
| Виручка від збуту, млн дол. | 20 176   | ▲ 22 768 | ▲ 33 870 | ▼ 24 166 | ▲ 32 772 | ▲ 44 172 |
| EBITDA, млн дол.            | 6091     | ▲ 6601   | ▲ 8610   | ▼ 5977   | ▲ 7226   | ▲ 10 158 |
| Чистий прибуток, млн дол.   | 3661     | ▲ 4143   | ▲ 4658   | ▼ 2685   | ▲ 3346   | ▲ 5352   |

### Перспективні проекти
25 січня 2008 в Москві було підписано угоду між урядами Росії та Сербії про продаж «Газпром нафті» 51% акцій сербської компанії Нафтна индустрија Србије («Нафтова індустрія Сербії»). У 2011 році частка «Газпром нефть» в NIS зросла до 56,15%. Нафтна індустріја Србіје (NIS) - одна з найбільших нафтогазових компаній південно-східної Європи, здійснює видобуток вуглеводнів на території Сербії, Анголи, Боснії і Герцеговини, Угорщини. За 2011 рік обсяг видобутку нафти NIS виріс на 16,7% до 1,1 млн тонн. NIS належать два НПЗ, розташовані в містах Панчево і Нові-Сад (сумарна потужність - 7,3 млн тонн нафти) і мережа з 480 АЗС та нафтобаз.

### Стратегія розвитку
- До 2020 року компанія «Газпром нефть» має намір збільшити обсяги видобутку нафти до 100 млн тонн нафтового еквівалента (умовного палива) на рік[17].

Відношення запасів до видобутку - 20 років.
Частка видобутку на родовищах на початкових стадіях розробки - не менше 50%.
Частка видобутку від зарубіжних проектів - 10%.
- Як передбачається, обсяг переробки нафти «Газпром нефть» до 2020 року досягне 70 млн тонн на рік:[17]

У тому числі в Росії - до 40 млн т, за кордоном - до 30 млн т на рік.
Підвищення глибини переробки в РФ до 90%.
Збільшення виходу світлих нафтопродуктів в РФ до 77%.
- До 2020 року передбачається щорічно здійснювати продаж 40 млн тонн нафтопродуктів через маржинальні канали збуту в Росії і за кордоном[17] (продажі через власну мережу, дрібний опт, мастильні матеріали, реалізація авіапалива і бункерування суден).

Для досягнення стратегічних цілей у видобувному сегменті компанія формує на півночі ЯНАО новий центр видобутку за рахунок розробки родовищ «СеверЭнергия», Новопортовського родовища і Мессояхської групи родовищ.

#### Новопортовське родовище
Новопортовське нафтогазоконденсатне родовище розташоване в Ямальському районі Ямало-Ненецького АО за 30 км від узбережжя Обської губи.
Видобувні запаси Новопортовського нафтогазоконденсатного родовища по категорії C1 і С2 складають більше 230 млн тонн нафти і понад 270 млрд кубометрів газу. «Газпром нефть» є оператором родовища. Ліцензія належить ТОВ "Газпромнефть Новый порт".
Навесні 2011 року «Газпром нефть» підтвердила можливість організації цілорічного вивезення нафти з родовища морським шляхом. Для цього був здійснений пробний захід атомного криголама «Вайгач» з порту Сабетта (північний схід півострова Ямал) до мису Кам'яний (знаходиться за 400 км на південь) - передбачуваного місця відвантаження нафти Новопортовського родовища.
За планами «Газпром нефть», видобуток на родовищі почнеться в 2013-2014 роках, обсяг виробництва складе 400-500 тис. тонн на рік. До 2020 року на Новопортовському родовищі можна буде видобувати 6-9 млн тонн нафти на рік.

#### Мессояхські родовища
Група Мессояхських родовищ включає Східно-Мессояхську і Західно-Мессояхську ділянки. Ліцензії на обидва блоки належать ЗАТ «Мессояхнефтегаз», яке порівну контролюють «Газпромнефть» і ТНК-BP. «Газпронефть» виконує функції оператора проекту. Видобувні запаси нафти обох родовищ по категорії С1 і С2 оцінюються в 620 млн тонн. Основна частина запасів припадає на важку високов'язку нафту.
Родовища відкриті в 1980-х роках і є найбільш північними з відомих родовищ Росії, що знаходяться на суші. Мессояхська група розташована на Гиданському півострові, в Тазовському районі Ямало-Ненецького АО, за 340 км на північ від міста Новий Уренгой, в арктичному кліматичному поясі, в регіоні з нерозвиненою інфраструктурою.
Піковий обсяг видобутку прогнозується після 2020 року. На піку видобуток досягне, як очікується, близько 20 млн тонн нафти і конденсату, і 10 млрд кубометрів газу на рік.

### Міжнародні проекти
- Ангола. Компанія присутня з 2009 року завдяки придбанню Нафтна индустрија Србије (NIS).
- Венесуела. Розробка родовища Хунін-6 спільно з PDVSA. Запаси - 10,96 млрд бар.
- Ірак. Розробка родовища «Бадра». Запаси - 3 млрд бар. нафти. До 2013 року «Газпром нефть» має намір вийти на початковий рівень видобутку в 15 тисяч бар. на добу, а до 2017 року на максимальний рівень видобутку - до 170 бар. на добу. Проект розрахований на 20 років з правом продовження на 5 років.
- Італія. У 2009 році «Газпром нефть» придбала завод з виробництва мастильних матеріалів в місті Барі.
- Куба. 30% частка в проекті розробки чотирьох блоків на шельфі. Запаси - 450 млн тонн. 2011 рік - буріння першої розвідувальної свердловини.
- Екваторіальна Гвінея. Розвідка нафтових запасів на шельфі. Запаси - 110 млн тонн. Частка компанії на етапі геологорозвідки - 80%.

## Порушення антимонопольного законодавства
У грудні 2011 року Федеральна антимонопольна служба Росії наклала на «Газпром нефть» великий штраф за порушення антимонопольного законодавства. Згідно з рішенням ФАС, компанія встановила і підтримувала монопольно високі ціни на дизельне паливо і авіагас в період IV кварталу 2010 року - початку 2011 року, а також створювала дискримінаційні умови діяльності. Сума накладеного адміністративного штрафу склала 979 290 000 руб.